# Bodiev
Дагба Баїрович Бодієв (нар. 20 вересня 1997, Улан-Уде, Республіка Бурятія), більш відомий під сценічним псевдонімом Bodiev ― російський реп-виконавець. Став найбільш популярним завдяки треку «Крузак 200», уривок якого набув популярності в соціальній мережі TikTok.

## Біографія та музична кар'єра

### Дитинство і юність
Бодієв виріс у звичайній сім'ї музикантів: мама в юності співала на сцені, батько, будучи підлітком, грав на гітарі в бойс-бенді, старший брат Даба (на даний момент менеджер самого артиста) виступав і співав на сцені.
У 2001 році Бодієви всією родиною переїжджають до міста Нерюнгрі республіки Саха (Якутія). Дитинство та підліткову юність Бодієв провів у Нерюнгрі, який вважає другим рідним будинком.
Дагба навчався у ЗОШ № 18. У вільний від навчання час разом із братом та друзями слухав реп, що й послужило поштовхом для написання композицій та музики у цьому жанрі.
Після закінчення школи вступив до Південно-Якутського технологічного коледжу. Мріяв побудувати військову кар'єру, але доля розпорядилася по-іншому і плани, що впали через важку роботу, перетекли в музику.

### Переїзд у Петербург та успіх «Крузак 200»
У 2019 році Дагба та його команда розпочинають роботу з російським музичним лейблом Rhymes Music. Разом із лейблом випускають сингли «Сім'я», «Світанок», «Покажи дорогу», «Чорний мерин» (на червень 2021 року у треку понад 1 000 000 прослуховувань на Spotify).
2020 року переїжджають із братом до Санкт-Петербурга. На початку року виходить перший EP музиканта «Будинок 1403». До кінця року Бодієв випускає треки «Як вміє любити хуліган», «Бумер», «Мелісса», «Самурай», «Чудеса» та «Кулі».
11 березня 2021 виходить сингл «Крузак 200». 13 березня трек вже на 1-му місці в топ-чарті популярної музики ВКонтакті та BOOM, і в топах стрімінгових сервісів Apple Music, Яндекс Музика та Spotify. Офіційний кліп «Крузак 200» на ютубі на червень 2021 року налічує понад 9 мільйонів переглядів, неофіційні перезаливи набирають сотні тисяч переглядів. Офіційний звук TikTok на трек налічує понад 200 000 кліпів.

## Дискографія

### Альбоми
- 2020 — «Будинок 1403»

### Сингли
- 2018 — «У сигаретному диму»
- 2018 — «Haia»
- 2019 — «Муза рідна»
- 2019 — «Каруселі»
- 2019 — «Нелегко»
- 2019 — «Вулиці звуть»
- 2019 — «Сім'я»
- 2019 — «Світанок»
- 2019 — «Покажи дорогу»
- 2019 — «Чорний Мерін»
- 2019 — «На районі»
- 2020 — «Як вміє любити хуліган»
- 2020 — «Бумер»
- 2020 — «Мелісса»
- 2020 — «Самурай»
- 2020 — «Чудеса»
- 2021 — «Кулі»
- 2021 — «Крузак 200»
- 2021 — «Караван»
- 2021 — «No pasaran»
- 2022 — «Мільйон»
- 2022 — «Між дев'ятин (Істома)»
- 2022 — «Фантом»
- 2022 — «Неусвідомлено»
- 2022 — «Оскал»
- 2023 — «Її зелені очі»

### Спільні роботи
- 2018 — «У сигаретному диму», «Haia» (при уч. Groove)
- 2019 — «Муза рідна» (при уч. Литвиненко, Groove)
- 2019 — «Вулиці звуть» (при уч. Жека Басотський)
- 2019 — «На районі» (при уч. T1One)
- 2020 — «Не буду там» (при уч. ARKAY)
- 2021 — «На зв'язку» (при уч. Ганвесту)
- 2021 — «Бенгер» (при уч. Ulukmanapo)
- 2022 — «Гріхи» (при уч. Xassa)

### Ремікси
- 2020 — «Як вміє любити хуліган (Remix by Athacha x Marttel)»

## Відеографія
- «Кулі» (Mood video) (2021)
- «Крузак 200» (2021)
- «На зв'язку» (за уч. Ганвест) (2021)
- «Караван» (2021)
- «Бенгер» (при уч. Ulukmanapo) (2021)